# 고바야시 유키 (2000년)
고바야시 유키(일본어: 小林 友希, 2000년 7월 18일 ~ )는 일본의 축구 선수이다.

## 구단 경력
2018년 J1리그의 비셀 고베에 입단하였다. 2019년부터 2020년까지 FC 마치다 젤비아와 요코하마 FC에서 뛰었다. 2023년 셀틱 FC로 이적했다. 2024년 포르티모넨스 SC로 이적했다.

## 국가대표팀 경력
그는 2017년 FIFA U-17 월드컵에 참가할 일본 U-17 국가대표팀에 발탁되었으며, 3경기에 출전했다.
2019년 FIFA U-20 월드컵에 참가할 일본 U-20 국가대표팀에 발탁되었으며, 4경기에 출전했다.